# Розсохи (Львівський район)
Розсо́хи (до 1946 року - Жидовичі) — село у Львівському районі Львівської області, підпорядковане Перемишлянській міській громаді. Орган місцевого самоврядування — Осталовицька сільська рада. Стара назва Жидовичі.

## Церква
- Храм Покрови Пресвятої Богородиці, збудований у 1920 році. Належить до Перемишлянського деканату, Львівської єпархії ПЦУ. Церква внесена до реєстру пам'яток архітектури місцевого значення під охоронним номером 2899-м.